# 巴甫洛夫火山

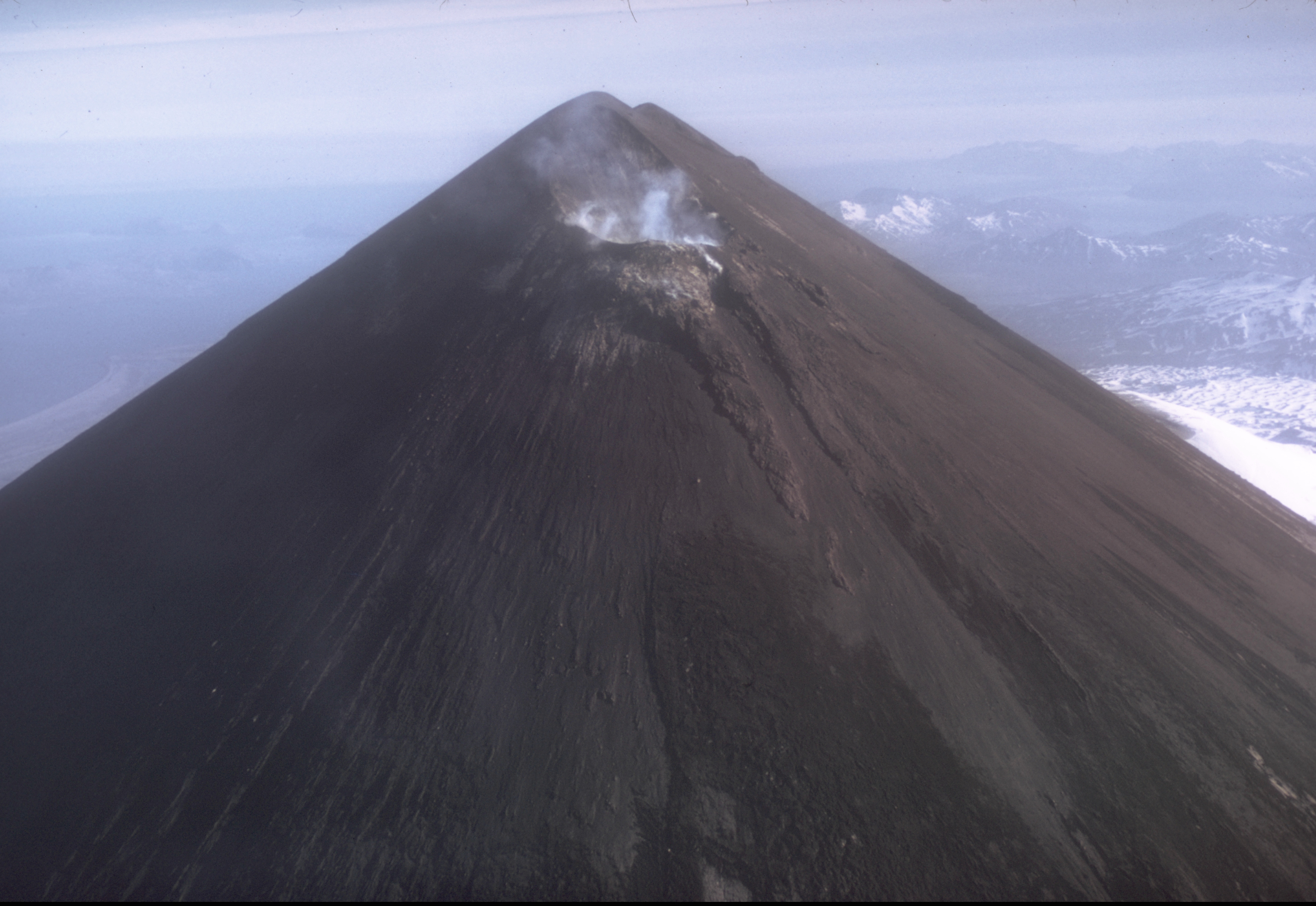

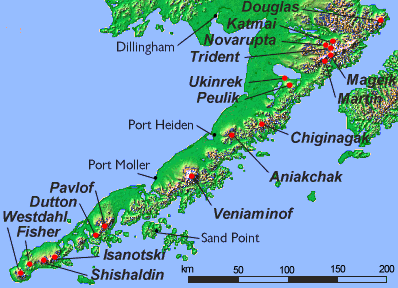

巴甫洛夫火山（英語：Mount Pavlof）是美國的火山，位於阿拉斯加半島，由阿拉斯加州負責管轄，屬於阿留申山脈的一部分，海拔高度2,515米，最近一次火山噴發在2022年發生。

## 外部連結
- Volcanoes of the Alaska Peninsula and Aleutian Islands-Selected Photographs （页面存档备份，存于）
- Alaska Volcano Observatory （页面存档备份，存于）
- Pavlof Volcano on Topozone （页面存档备份，存于）
- "Pavlof Volcano, Alaska" on Peakbagger （页面存档备份，存于）
- （页面存档备份，存于）